# Get It Up
"Get It Up" är en låt av Aerosmith, skriven av Steven Tyler och Joe Perry. Låten släpptes som den tredje och sista singeln från albumet Draw the Line. På låten finns en slidegitarr med.